# Alburnus qalilus
Espèce
Statut de conservation UICN

 EN B1ab(i,ii,iii,iv)+2ab(i,ii,iii,iv) : En danger
Alburnus qalilus (Syrian spotted bleak en anglais) est un poisson d'eau douce de la famille des Cyprinidae.

## Répartition
Alburnus qalilus est endémique de Syrie où cette espèce se rencontre dans le Nahr al-Kabir, le Nahr al-Sanawbar et le Nahr al-Hawaiz.

## Description
La taille maximale connue pour Alburnus qalilus est de 94 mm.

## Étymologie
Son nom spécifique, qalilus, dérivant du mot arabe qalil qui signifie « peu », lui a été donné en référence aux faibles nombres d'écailles présentes sur sa ligne latérale et de rayons à sa nageoire anale.

## Publication originale
- Krupp, 1992 : Two new species of cyprinid fishes from the Mediterranean coastal drainage basin of Syria (Pisces: Osteichthyes: Cyprinidae). Senckenbergiana Biologica, vol. 72, n. 1/3, p. 19-25[5] (texte intégral).